# Mihai Popescu (cầu thủ bóng đá)
Mihai Popescu (sinh ngày 1 tháng 9 năm 1993 ở Câmpulung Muscel) là một cầu thủ bóng đá người România thi đấu cho Dinamo București ở vị trí hậu vệ.

## Danh hiệu
FC Voluntari
- Siêu cúp bóng đá România: 2017